# かわさき市民放送
かわさき市民放送株式会社（かわさきしみんほうそう）は、神奈川県川崎市中原区の一部地域を放送区域として超短波放送（FM放送）を営む特定地上基幹放送事業者である。
略称はかわさきFM、FM K-Cityの愛称でコミュニティ放送を行っている。

## 概要
1996年（平成8年）開局。神奈川県で6番目、日本では34番目のコミュニティ放送局である。
川崎市が55%出資しており、マスメディア集中排除原則にいう支配関係にある。また近隣の東急系列の放送局とも関係があり、エフエムしながわ開局の際は特別番組を同時放送したほか、2021年頃は土・日の午後のワイド番組「LINK」をFM salusよりネット受けしていた。
2021年6月より、川崎市をホームタウンとしている川崎ブレイブサンダースを運営するディー・エヌ・エーより出向の社員を代表取締役に迎えている。
テレドームによるサービスを行っていた。後にサイマルラジオに加盟し、インターネットで聴取可能となった。
サッカーJ1川崎フロンターレのホームゲーム中継は局公式サイトから別のサイマル放送サイトにアクセスして聴取できる。

## 沿革
- 1996年（平成8年）
  - 3月8日 - かわさき市民放送株式会社設立。
  - 6月25日 - 放送局（現特定地上基幹放送局）の免許取得。
  - 7月1日 - 開局[3]。
- 2000年（平成12年）7月24日 - 空中線電力を20Wに増力[4]。
- 2010年（平成22年）8月1日 - サイマルラジオに加盟。
- 2012年（平成24年）9月30日 - テレドームサービス終了。
- 2019年（平成31年）3月 - 送信所を移設。送信出力を7Wに減力[5]。

## 番組
再放送は除く。なお、自主制作番組以外の時間帯はUSEN440を再送信している。
土曜 13:00 - 月曜 7:56はほとんどが再送信番組であるが、深夜を除き毎正時 - 03分はAIアナウンサーによる天気予報・交通情報が放送される。
- 川崎市民の歌（平日 7:56 - 8:00、土曜 8:56 - 9:00）「好きです かわさき 愛の街」を放送。
- かわさきUP STREAM（平日 8:00 - 12:00）
  - かわさき7カ国語情報（平日 8:45 - 9:00）- 日本語・英語・韓国語・中国語・ポルトガル語・スペイン語・タガログ語による市政情報。
- VAMOS!川崎フロンターレ（詳細は後述、月曜 10:00 - 11:00）
- かわさきDOWNSTREAM（平日 15:00 - 18:00）
- かわさきサタデーSTREAM（土曜 9:00 - 11:00）

その他
- 「かわさき ホット☆スタジオ」（月 - 金 15:30 - 16:00。再放送：23:00 - 23:30）
  - 川崎市提供番組。地域に密着した情報を中心に市民活動などを幅広く紹介する。川崎市内のイベント・市政情報・施設など様々な情報を放送する。
- 「ニューモラルの心に学ぶ」　毎月第1火曜日 16:15 - （約30分間）
  - 月刊誌『ニューモラル』の特集テーマを題材に、モラロジー道徳教育財団の教育相談員が生出演する。

随時
- BLUE FRIENDS STADIUM ～川崎フロンターレ・リーグ戦ホームゲーム実況ライブ～ - 等々力陸上競技場で行われる試合を生中継する。
- 川崎ブレイブサンダース 実況中継

### VAMOS!川崎フロンターレ
VAMOS!川崎フロンターレ（ヴァモス・かわさき・フロンターレ）は、FM K-Cityで放送されているJリーグ・川崎フロンターレ応援番組。
富士通川崎サッカー部のプロ化移行期にあたる1996年ごろ、午後12時台の番組「川崎タウン情報」で女優の阿部朋子が担当する毎週木曜日の1コーナー（20分間）として開始された。その後、富士通をスポンサーとしたミニ番組となり、正式に「VAMOS!川崎フロンターレ」と名づけられた。
のちに翌日の午後9時からの再放送も行われ、さらに2002年には「川崎タウン情報」の一部が午後6時台に再放送となった関係で、同じ内容を3回聞くことができるようになった。同年10月、番組改編に伴い日曜日午前10時からの一時間番組に変更となり再放送はなくなった。またパーソナリティも当時、等々力陸上競技場でスタジアムDJをしていた山森貴司を起用。放送時間の拡大とイギリス留学の経験を持つパーソナリティで、番組はサッカーのほか洋楽を中心とした内容となった。また一時期、江藤礼子をリポーター兼アシスタントとして起用した。
2005年4月、山森が群馬テレビにアナウンサーとして就職したことに伴い、久野喜民が3代目パーソナリティに就任。Jリーグ・浦和レッドダイヤモンズのホームスタジアムである駒場スタジアムで一時期、スタジアムDJを務めたことや、趣味でフットサルなどを行っているためサッカー経験を生かした発言が聞かれるようになり、Jポップなど各種の音楽も流されるようになった。また2006年から補佐役として富田玲奈によるレポートも始まった。
同年末、結婚などの理由により、久野が降板。翌2007年から、かつて「SUKI!SUKI!フロンターレ」のナビゲーターを務め、本番組にも何度かゲスト出演したことのある岩澤昌美が4代目パーソナリティに就任した。
2012年4月からはパーソナリティが短期間で交代する状態が続いているが、フロンターレに関する情報とリスナーからのファックス、メールによるメッセージ紹介を基本とした番組スタイルは定着しており、また2013年4月からは川崎フロンターレ後援会の常務理事が月に1回ゲストとして登場するようになった。2014年4月から放送翌日の月曜22時から再放送が復活した一方、ストリーミングによるダイジェスト版の配信が廃止となった。2017年4月より本放送が月曜10時台のかわさきUPSTREAMに内包され、日曜10時の放送は再放送となった。2018年以降は、再放送が日曜10時から、本放送当日の22時に移動している。
- 歴代パーソナリティ
  - 1996年 - 2002年9月 - 阿部朋子
  - 2002年10月 - 2005年3月 - 山森貴司、江藤礼子（リポーター/アシスタント）
  - 2005年4月 - 2006年12月 - 久野喜民、富田玲奈（リポーター/アシスタント）
  - 2007年1月 - 2012年3月 - 岩澤昌美
  - 2012年4月 - 2012年9月 - 小西眞由美
  - 2012年10月 - 2013年3月 - 達淳一
  - 2013年4月 - 2013年9月途中 - IRVING KOJI
  - 2013年9月途中 - 2015年2月 - 横山剛
  - 2015年3月 - 2016年2月 - 小西眞由美
  - 2016年3月 - 2016年12月 - IRVING KOJI
  - 2017年1月 - ?  - 横山剛